# Biegen (Briesen (Mark))

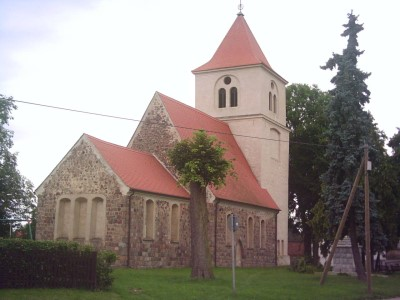
Kirche St. Nicolai Andreas zu Biegen

Biegen ist ein Ortsteil der amtsangehörigen Gemeinde Briesen (Mark) südöstlich von Berlin im Landkreis Oder-Spree in Brandenburg. Briesen (Mark) wird vom Amt Odervorland verwaltet.

## Geografie
Während der Weichseleiszeit machte das Gletschereis einen Bogen von Döbberin über Rosengarten, südlich an Booßen vorbei, weiter über Beresinchen bis nach Kunowice. Als das Eis taute, floss das Schmelzwasser oberhalb von Frankfurt nach Süden. Man nimmt an, dass ein kleiner Nebenstrom aus dem Sandgrund und Langen Grund bei Güldendorf in diesen Strom mündete. Das Wasser sammelte sich in einer Rinne, dem sogenannten Warschau-Berliner Urstromtal. Es bildete sich eine Endmoränenlandschaft mit größeren Erhebungen, die Ablagerungen westlich der Oder bildeten eine Hochfläche, das heutige Lebuser Land. Die Findlinge, welche zurückblieben, wurden vom Eis aus Skandinavien bis in die Oder transportiert.
Die Reste der Sammelbecken des Schmelzwassers sind die heutigen Höllenseen, die lang gestreckte Senke ist der Höllengrund, die Abflussrinnen sind die Kehlen.

### Gemeindegliederung
Biegen ist rechtswirksam mit dem 31. Dezember 2002 Ortsteil von Briesen (Mark). Der Ort hat einen eigenen Ortsbürgermeister.
Als Besonderheit ist zu bemerken, dass die Orte Biegen und Briesen nicht mit ihren Flächen aneinander stoßen, wie bei Ortsteilen üblich, sondern etwa 10 km voneinander getrennt sind. Dazwischen liegen noch das Dorf Jacobsdorf und sein Ortsteil Petersdorf bei Briesen.

## Geschichte

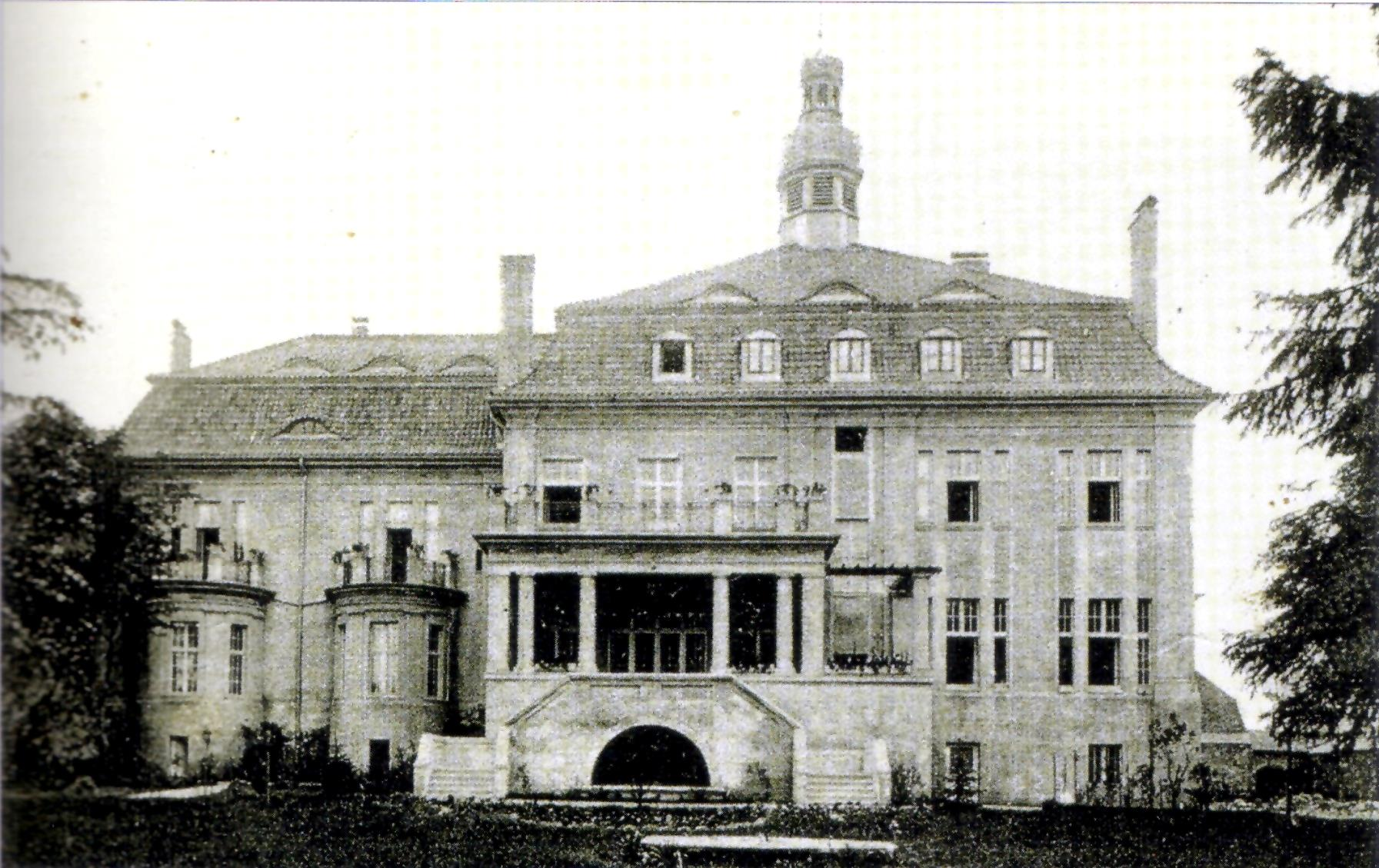
Schloss in Biegen

1366 wurde der Ort „Bigen“ erstmals urkundlich erwähnt. Die Kirche St. Nicolai Andreas wurde in der 2. Hälfte des 13. Jahrhunderts erbaut. Das Dorf hatte 64 Hufen, der Pfarrer hatte 4 Freihufen. Oberlehensherr waren bis 1538 die brandenburgischen Markgrafen bzw. später die brandenburgischen Kurfürsten. 1538 wurde der Bischof von Lebus Oberlehensherr. Mit der Säkularisation des Bistums Lebus wurde wiederum der brandenburgische Kurfürst Oberlehensherr des Dorfes. Lehenträger waren vor 1336 die v. Lossow, danach die bis 1405 die v. Belkow in Frankfurt/Oder. Ein weiterer Teil war noch im Besitz der v. Lossow geblieben, ein weiterer Besitztitel waren an die v. Beerfelde gekommen. Alle drei Anteile waren bis 1417 wieder vereinigt. Danach wechselten die Lehensinhaber rasch: von 1416 bis nach 1438 erneut die v. Lossow, 1450 bis 1460 die v. Kracht, vor 1463 bis 1475 erneut die v. Lossow, von 1475 bis 1487 die v. Beerfelde zu Rosenthal, von 1487 bis 1500 die v. Köckeritz, von 1500 bis 1504 die v. Britzke zu Britz und von 1504 bis 1665 die v. Röbel. Innerhalb der Röbels ging der Besitz 1582 für 14.000 Talter an die Söhne des Joachim von Röbel, die es aufteilten.  Am 1. September 1665 kaufte der Große Kurfürst Friedrich Wilhelm das Dorf Biegen und dessen Vorwerk sowie das Dorf Hohenwalde und ¾ des Dorfes Pillgram von der Familie von Röbel und wandelte sie in ein kurfürstliches Amt, das Amt Biegen um. Sitz des Amtes war auf dem Vorwerk in Biegen. Der Kauf erfolgte im Zusammenhang mit dem Bau des Friedrich-Wilhelm-Kanals in den Jahren 1662 bis 1668. Der Bau des Friedrich-Wilhelm-Kanals hatte im Schlaubetal z. T. zu massiven Schädigungen der Anlieger durch Vernässungen geführt. Um Schadensersatzforderungen zu entgehen, kaufte der Kurfürst die geschädigten Güter auf. Im königlichen Jagdrevier des Amtes Biegen wurde am 18. September 1696 der Hirsch geschossen, an welchen ein Denkmal bis in heutige Zeit auf dem Weg nach Kersdorf erinnert.
Am 17. Oktober 1713 verlieh Friedrich Wilhelm I. das Amt Biegen und damit auch das Dorf Biegen dem Günstling der russischen Zarin Katharina I. Alexander Danilowitsch Menschikow. Menschikow fiel nach dem Tod der Zarin 1727 in Ungnade und wurde nach Sibirien verbannt, wo er zwei Jahre später starb. Auch das Amt Biegen wurde ihm zum 29. November 1727 wieder entzogen. Von 1727 bis 1731 war es wieder königlich-preußische Domäne. 1729/30 war es anscheinend an Amtmann Hartmann verpachtet, bevor es Friedrich Wilhelm I. am 19. Juni 1731 dem Geliebten der russischen Zarin Anna Ernst Johann von Biron verlieh. Nach dem Tod der Zarin Anna wurde Biron am 20. November 1740 verhaftet, sein Vermögen eingezogen und nach Sibirien verbannt. Am 3. Dezember 1740 zog Friedrich Wilhelm I. das Lehen ein und verlieh es am 29. Januar 1741 an Burkhard Christoph von Münnich, dem neuen russischen Premierminister. Münnich wurde aber bereits im Mai 1741 entlassen und schließlich im Dezember 1741 verhaftet. Seine Güter wurden eingezogen, und er wurde ebenfalls nach Sibirien verbannt. Friedrich Wilhelm I. zog das Lehen wieder ein und ließ die kleine Herrschaft im weiteren Verlauf als Königliches Domänenamt bewirtschaften. Dem angeschlossenen Justizamt unterstand auch die Stadt Müllrose. 1839 wurde das Amt Biegen zum Amt Frankfurt/Oder gelegt und aufgelöst. Das 412 ha große Rittergut, welches in Biegen bestand und zu welchem auch das Schloss gehörte, war 1929 in Besitz des Elard von Oldenburg-Januschau, Reichstagsabgeordneter und enger Vertrauter Hindenburgs.   
Zum Ende des Zweiten Weltkrieges waren 80 % des Dorfes und der Kirche zerstört, da sich die Hauptkampflinie durch die umliegenden Dörfer und Biegen zog. Das recht wenig zerstörte Schloss wurde in den Nachkriegsjahren zu einem großen Teil abgetragen, um Steine für den Wiederaufbau anderer Gebäude zu entnehmen. Die Schlosstürme sind in einen Neubau integriert worden, der Schlossteich besteht in seinen Anlagen saniert, der noch vorhandene Eiskeller liegt heute auf privatem Grund.

## Wirtschaft und Infrastruktur

### Wirtschaft
Im Ort ist ein Windpark entstanden, es gibt diverse Mittelständler, jedoch keine größeren Firmen.

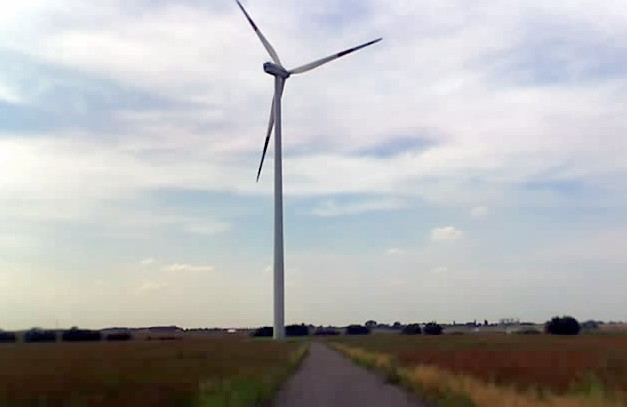
Windmühle in Biegen

### Verkehr
Die Gemeinde liegt südlich der Bundesautobahn 12, welche von Frankfurt (Oder) nach Berlin verläuft und ist über die Abfahrt direkt zu erreichen. Auf der Bundesautobahn 12 sind zwei Mautstellen in den Shell-Tankstellen Biegener Hellen Nord und Süd.

### Bildung
Eine Grundschule befindet sich in Briesen (Mark), des Weiteren besteht die Möglichkeit zum Schulbesuch in Müllrose. Weiterführende Schulen gibt es in Frankfurt (Oder) und Fürstenwalde/Spree.

## Kultur und Sehenswürdigkeiten

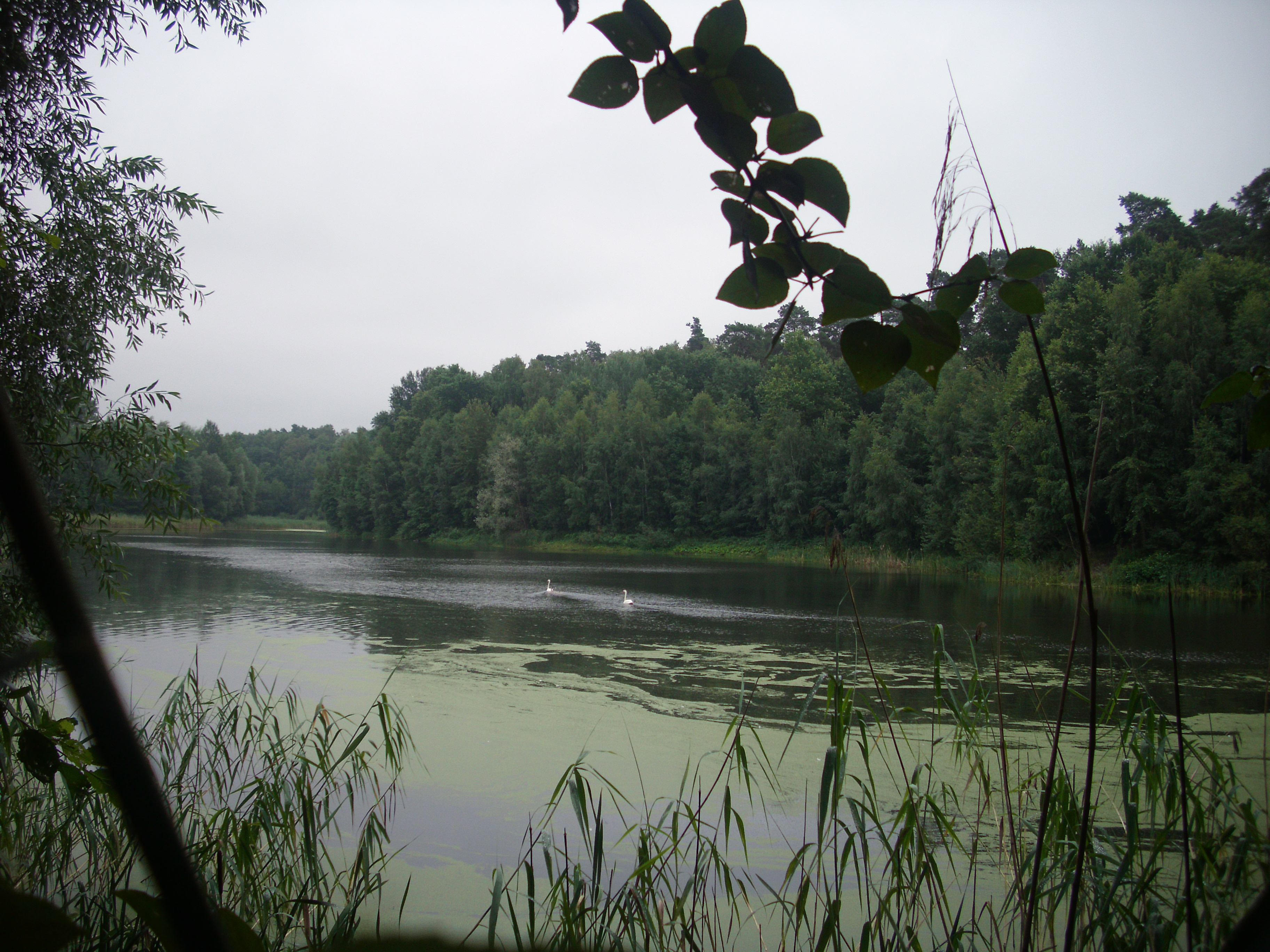
Landschaftsschutzgebiet Biegener Hellen

### Tourismus
Nicht nur die Nähe zum Naturpark Schlaubetal und die Jagdmöglichkeiten der Region, auch der Pilgerpfad von Frankfurt (Oder) durch 28 Orte der Landkreise Märkisch-Oderland und Oder-Spree über etwa 200 Kilometer machen Biegen interessant. Für Radfahrer findet sich der direkte Anschluss an den Europaradweg R1 durch zahlreiche gut ausgebaute Radwege.

### Natur

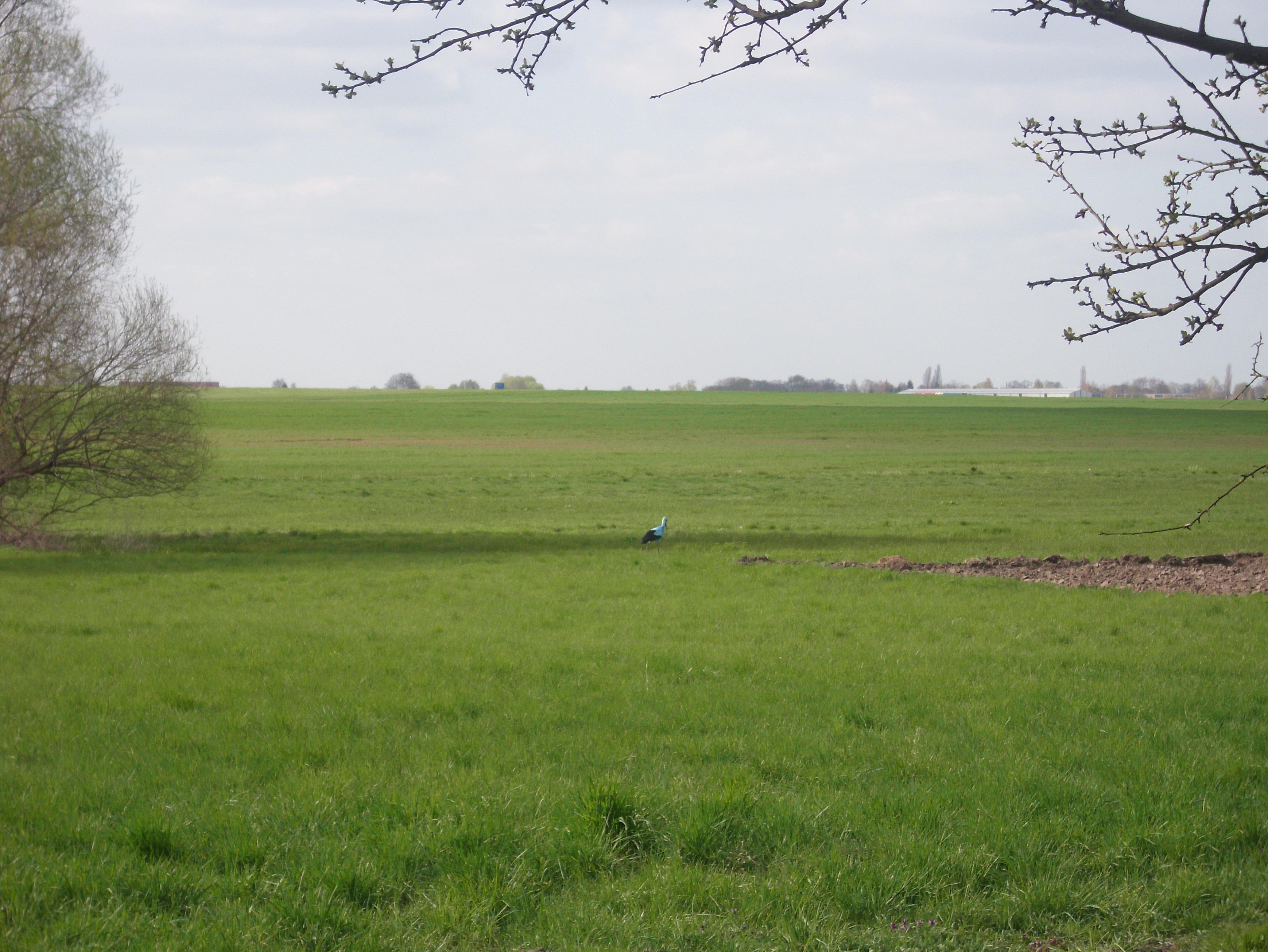
Blauer Storch in Biegen

Zwischen Biegen und Pillgram auf der einen Seite und Hohenwalde und Lichtenberg zur anderen Seite, erstreckt sich ein 345 ha großes Landschaftsschutzgebiet, die Biegener Hellen. Hier findet sind eine Senke mit einer Kette von kleinen Seen, Teichen und verlandeten Wasserstellen, umgeben von einem schmalen Waldgürtel, Heimat seltener Tier- und Pflanzenarten. Daher ist dieser Bereich seit dem 1. Mai 1984 geschützt. Es sind insgesamt fünf Seen: die Hohenwaldsche oder Schafhölle, Blanke oder Blancke Hölle, Pillgramsche oder Lichtenberger Hölle, Krumme Hölle und Biegensche Hölle
Umgangssprachlich werden die Seen des Fürstenwalder Kreisgebietes heute auch als Hellen bezeichnet.
Die Biegener Helle hat eine Fläche von etwa vier Hektar und ist ein DAV-Gewässer.
Ein blauer Storch sorgte im Frühjahr 2010 für zahlreiche Pressemitteilungen.

## Persönlichkeiten
- Hermann Blume (1891–1967), NS-Funktionär und Komponist von Militärmärschen
- Wilhelm Ludwig Graeschke (9. November 1868, Biegen – 18. September 1933, Berlin – Karlshorst), Direktor der Landwirtschaftskammer der Provinz Brandenburg (1917–1933). Gründer und langjähriger Vorsitzender einer Wohnungsbaugesellschaft für Beamtenwohnungen in Berlin-Friedrichshagen, Buchautor[9]

- Was muss der Landwirt von den Eisenbahn-Gütertarifen wissen?, Landwirtschaftskammer für die Provinz Brandenburg, 1903
- Die Landwirtschaftskammern als Glied des landwirtschaftlichen Verwaltungsorganismus in Preußen: insbesondere die Landwirtschaftskammer für die Provinz Brandenburg, A. Mieck, 1905
- Verkehrs-Handbuch für den Landwirt, Band 23 von Arbeiten der Landwirtschaftskammer für die Provinz Brandenburg, Mieck, 1912